# Aldeanueva de Ebro
Aldeanueva de Ebro är en kommun i Spanien. Den ligger i den autonoma regionen La Rioja i norra delen av landet, 250 km nordost om huvudstaden Madrid. Antalet invånare är 2 691 (2024).